# Krandegan (Paninggaran)
Krandegan is een bestuurslaag in het regentschap Pekalongan van de provincie Midden-Java, Indonesië. Krandegan telt 1776 inwoners (volkstelling 2010).